# منتخب المكسيك لكرة الطائرة للرجال
منتخب المكسيك الوطني لكرة الطائرة للرجال هو ممثل المكسيك الرسمي في المنافسات الدولية في كرة طائرة .